# ふじみ野市立大井プール

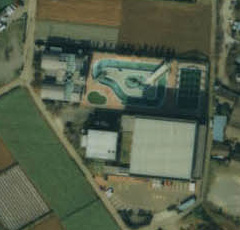
大井プールの航空写真、1989年度。
国土画像情報（カラー空中写真）国土交通省

ふじみ野市立大井プール（ふじみのしりつおおいプール）は、埼玉県ふじみ野市大井武蔵野にあったプール施設。

## 概要
- 1986年7月、大井町立町民プールとしてオープン。
- 2005年10月の上福岡市との合併により、施設名が変更された。
- 2006年に発生した事故によって後の運営は中止され、2008年2月に閉鎖[1][2][3]。
- 2010年末から解体された[3][4]。

- プール跡地はふじみ野市立スポーツセンター総合体育館の駐車場などに使用されていたが、2018年11月にふじみ野市立スポーツセンター弓道場が開設されている[5]。

## 所在地
- 埼玉県ふじみ野市大井武蔵野1393-1[3]

## 設備
- 競泳プール - 25m
- 幼児プール
- 児童プール
- スライダープール
- 流水プール

2階のテラスに休憩所があり、食堂が併設されていた。当時の駐車場収容台数は約80台分。

## アクセス
- 東武鉄道東上線ふじみ野駅

## 死亡事故

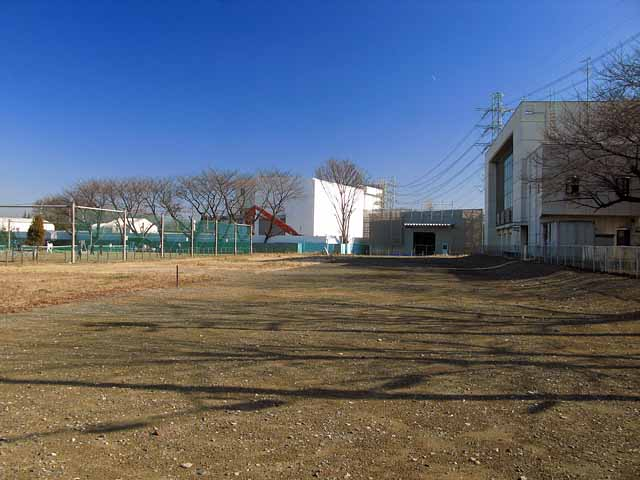
プール跡地（2014年1月）

- 2006年（平成18年）7月31日、小学2年生の女児が流水プール内の吸水口より地下水路パイプに吸い込まれて死亡する事故が発生した[6][7][1]。検視の結果、死因は吸い込まれて脱出不可能になったことによる窒息死ではなく脳幹損傷で、急なスピードで吸い込まれ、水路壁に頭を強打し即死したものと判断された[7][8]。なお、地下水路から女児を救出した際に重機でプールサイドを掘り返すなどしたためプールは使用不能となり、しばらく休館[9][3]。のちに老朽化などもあってそのまま閉館となりプールは全て取り壊された[3]。
  - その後の捜査により、ふじみ野市から管理委託を受けていた太陽管財は下請け会社京明プランニングに業務を丸投げしていたこと、プールの監視員に関してはきちんとした研修や指導を行なっておらず泳げない監視員も多数いたこと、蓋が外れているとの通報が事故前にあったにもかかわらず、客をプールから出さずに係員が工具を取りに向かっている間に事故が発生したこと等が明らかになった[10][11][12][13][14]。問題の蓋は固定するボルト孔は設置時に手作業で穿孔していたためそれぞれの蓋が決まった場所でないと蓋と吸水口のボルト孔がずれてしまい固定できないにもかかわらず、その旨が引き継がれていなかったため、ボルトでの固定ができない蓋を針金でくくりつけることで固定していた[15][16][17][18]。
- 同年10月17日、ふじみ野市事故調査会による「ふじみ野市大井プール事故調査報告書」を公表して事故原因を「ずさんの連鎖」と結論付けた[19]。一方で、調査会のメンバーは当初市職員で構成されたが市民の批判により第三者を交えた調査を進めた[20][19]。しかし、実際にはメンバー9人のうち6人が市関係者であり、更に市関係者が調査会の席で「自分は専門家ではない」・「捜査権限が無いから詳しいところまでは解らない」と発言したことで非難が高まった[20]。市は、管理会社が捜査中で意見聴取ができず、書類も警察に押収されて事実確認が出来なかったために不十分な結果になったと釈明している[21]。
- 市職員3人（体育課長、管理係長、同係員）と委託先業者社長、再委託先業者社長、同業者現場責任者が同年11月15日に書類送検され、翌年6月8日に市の体育課長・管理係長の2名が業務上過失致死罪で在宅起訴[22][23]。2008年5月27日にさいたま地方裁判所（傳田喜久裁判長）は、体育課長に懲役1年6月・執行猶予3年、管理係長には禁固1年・執行猶予3年の判決を言い渡した[24][25]。体育課長は判決を受け入れ、管理係長は最高裁まで上訴をしたものの、いずれも棄却となり2009年8月28日に判決が確定した[26][27][28]。他4名は起訴猶予処分だったが、遺族がさいたま検察審査会に申し立てたことにより「起訴相当」議決が出たため、さいたま地方検察庁は2009年4月15日に、再委託先業者社長・同現場責任者の2名が略式起訴し、さいたま地裁は100万円の罰金刑を言い渡した[29][30][31][32]。
- 民事では、2007年（平成19年）3月24日に被害女児の両親と、ふじみ野市・プール管理会社との間で、損害賠償の示談が成立した[33]。
- 「ふじみ野市大井プール事故に関する報告書 ―検証と対策― (PDF) 」 ふじみ野市 平成21年8月